# Jakub Votýpka
Jakub Votýpka (*10. května 1992 Brno) je český scenárista a novinář.

## Život a kariéra
Po maturitě v roce 2011 na Obchodní akademii, Střední odborné škole knihovnické a Vyšší odborné škole knihovnických, informačních a sociálních služeb v Brně studoval v letech 2011-2012 Teorii a dějiny filmu a audiovizuální kultury na Masarykově univerzitě v Brně. Na Janáčkově akademii múzických umění v Brně vystudoval v letech 2012-2017 Rozhlasovou a televizní dramaturgii a scenáristiku.
S bratrem Janem Votýpkou natočili v roce 2008 krátkometrážní film Krvavá zásilka, který byl promítán nejen v Česku, ale i na festivalu nezávislých filmů v New Yorku. V roce 2014 spolupracovali na filmu Caballero Ape (Pán opice). Během studií natočil Jakub Votýpka v roce 2015 dokumentární film Rány slovem, který byl promítán na Filmovém festivalu pro děti a mládež ve Zlíně. Spolupracoval na scénáři k televiznímu seriálu Lynč, který uvedla Česká televize v roce 2018. Jeho scénář Na ostří nože byl oceněn v roce 2021 cenou Filmové nadace Barrandov/Innogy za nejlepší nerealizovaný scénář v kategorii Hvězda zítřka. Podílel se na scénáři televizního seriálu České televize Koptashow z roku 2019 a na seriálu TV Nova z roku 2022 Chlap. Působil jako redaktor na Extra Online Media s.r.o., je autorem článků a fejetonu.